# Håkan Agnevall
Håkan Agnevall, född 1966, är en svensk företagsledare och  verkställande direktör för Wärtsilä.
Agnevall har studerat vid Lunds tekniska högskola och har haft ledande befattningar inom ABB och Bombardier. Han var VD för Volvo Bussar 2013–2020 och tillträdde som VD och styrelseordförande för Wärtsilä i februari 2021 efter Jaakko Eskola.
Håkan Agnevall utsågs till sommarpratare i radioprogrammet Vegas sommarpratare i YLE år 2025.